# Mesogobius nonultimus
Mesogobius nonultimus es una especie de peces de la familia de los Gobiidae en el orden de los Perciformes.

## Hábitat
Es un pez de clima templado y demersal que vive hasta los 25 m de profundidad.

## Distribución geográfica
Se encuentra en el mar Caspio.